# Kiyoshi Uematsu
Kiyoshi Uematsu Treviño (* 10. července 1978 Portugalete, Španělsko) je španělský zápasník-judista.

## Sportovní kariéra
Pochází z multikulturní rodiny. Otec Japonec a matka Španělka. S judem začínal společně se starším bratrem Kendžim na předměstí Portugalete v Santurtzi pod vedením svého otce Tacumiho. Judu se věnoval vrcholově od svých 14 let v San Sebastiánu. Ve španělské seniorské reprezentaci se objevoval od roku 1997 v pololehké váze do 66 kg. V roce 2000 se kvalifikoval na olympijské hry v Sydney, kde nestačil ve čtvrtfinále na úřadujícího mistra světa Francouze Larbi Benboudaouda.
Od roku 2001 přešel do lehké váhové kategorie do 73 kg. V roce 2004 se kvalifikoval na olympijské hry v Athénách, ale jako úřadující mistr Evropy nestačil v prodloužení úvodního kola na Brazilce Leandra Guilheira. V roce 2008 mu o jedno postupové místo unikla kvalifikace na olympijské hry v Pekingu zapříčiněná vleklým zraněním šlach na ruce. Své třetí účasti na olympijských hrách v Londýně se dočkal v roce 2012. V úvodním kole svedl napínavou bitvu s Mansurem Isajevem z Ruska, se kterým prohrál v prodloužení na šido.
V olympijském roce 2016 byl v 38 letech stále aktivním judistou, ale body z turnajů mu ke kvalifikaci na olympijské hry v Riu nestačily.
Kiyoshi Uematsu byl komplexně technicky vybavený judista s nepříjemným ostrým levým úchopem. Vycházel z dobře zajištěné obrany a v zápasech bodoval výhradně po kontratechnikách. Na ippon vítězil zcela výjimečně.

### Vítězství
- 2004 – 1x světový pohár (Praha)
- 2009 – 1x světový pohár (Budapešť)

## Výsledky
| Turnaj             | 1996           | 1997           | 1998           | 1999           | 2000           | 2001       | 2002       | 2003       | 2004       | 2005       | 2006       | 2007       | 2008       | 2009       | 2010       | 2011       | 2012       | 2013       | 2014       | 2015       | 2016       |
| Turnaj             | 18             | 19             | 20             | 21             | 22             | 23         | 24         | 25         | 26         | 27         | 28         | 29         | 30         | 31         | 32         | 33         | 34         | 35         | 36         | 37         | 38         |
| Turnaj             | pololehká váha | pololehká váha | pololehká váha | pololehká váha | pololehká váha | lehká váha | lehká váha | lehká váha | lehká váha | lehká váha | lehká váha | lehká váha | lehká váha | lehká váha | lehká váha | lehká váha | lehká váha | lehká váha | lehká váha | lehká váha | lehká váha |
| ------------------ | -------------- | -------------- | -------------- | -------------- | -------------- | ---------- | ---------- | ---------- | ---------- | ---------- | ---------- | ---------- | ---------- | ---------- | ---------- | ---------- | ---------- | ---------- | ---------- | ---------- | ---------- |
| Olympijské hry     | —              |                |                |                | úč.            |            |            |            | úč.        |            |            |            | —          |            |            |            | úč.        |            |            |            | —          |
| Mistrovství světa  |                | —              |                | 7.             |                | —          |            | úč.        |            | 3.         |            | úč.        |            | 7.         | úč.        | úč.        |            | úč.        | úč.        | úč.        |            |
| Evropské hry       |                |                |                |                |                |            |            |            |            |            |            |            |            |            |            |            |            |            |            | úč.        |            |
| Mistrovství Evropy | —              | —              | —              | úč.            | úč.            | —          | 7.         | 2.         | 1.         | —          | úč.        | úč.        | 2.         | —          | —          | 7.         | úč.        | —          | úč.        | úč.        | úč.        |
| MS juniorů         | 2.             |                |                |                |                |            |            |            |            |            |            |            |            |            |            |            |            |            |            |            |            |
| ME juniorů         | 1.             | 3.             |                |                |                |            |            |            |            |            |            |            |            |            |            |            |            |            |            |            |            |